# Ghinardże (Szahin Deż)
Ghinardże – wieś w Iranie, w ostanie Azerbejdżan Zachodni, w szahrestanie Szahin Deż. W 2006 roku liczyła 201 mieszkańców.